# Persone di cognome Reed
| Questa pagina contiene informazioni ricavate automaticamente dalle voci biografiche con l'ausilio del template Bio e di un bot. L'aggiornamento è periodico e automatico e ricostruisce completamente la pagina. Se manca una persona in questa lista, sei pregato di non aggiungerla, ma accertati piuttosto che la sua voce biografica contenga il template Bio e che i dati anagrafici siano correttamente compilati. Se il template Bio manca, inseriscilo tu stesso o, in alternativa, metti l'avviso {{tmp\|Bio}} che ne segnala la mancanza. Se i dati riportati sono sbagliati, correggi direttamente la voce biografica; le modifiche saranno visibili in questa lista entro pochi giorni. Per chiarimenti vedi il progetto antroponimi. La lista contiene solo le 92 persone che sono citate nell'enciclopedia e per le quali è stato implementato correttamente il template Bio. Pagina aggiornata al 7 ago 2025. |

Questa è una lista di persone presenti nell'enciclopedia che hanno il cognome Reed, suddivise per attività principale.

## Attori(6)
- Alan Reed, attore e doppiatore statunitense (New York, n. 1907 - Los Angeles, † 1977)
- Dean Reed, attore e cantante statunitense (Denver, n. 1938 - Zeuthen, † 1986)
- Marshall Reed, attore statunitense (Englewood, n. 1917 - Los Angeles, † 1980)
- Phillip Reed, attore statunitense (New York, n. 1908 - Los Angeles, † 1996)
- Oliver Reed, attore britannico (Londra, n. 1938 - La Valletta, † 1999)
- Robert Reed, attore statunitense (Highland Park, n. 1932 - Pasadena, † 1992)

## Attori pornografici(2)
- Rocco Reed, ex attore pornografico statunitense (Columbia, n. 1982)
- Spencer Reed, ex attore pornografico statunitense (New York, n. 1983)

## Attrici(9)
- Alaina Reed-Hall, attrice e cantante statunitense (Springfield, n. 1946 - Santa Monica, † 2009)
- Crystal Reed, attrice statunitense (Detroit, n. 1985)
- Florence Reed, attrice statunitense (Filadelfia, n. 1883 - East Islip, † 1967)
- Heida Reed, attrice e modella islandese (Reykjavík, n. 1988)
- Jillian Rose Reed, attrice statunitense (Hollywood, n. 1991)
- Pamela Reed, attrice statunitense (Tacoma, n. 1949)
- Rondi Reed, attrice statunitense (Dixon, n. 1952)
- Shanna Reed, attrice statunitense (Kansas City, n. 1955)
- Vivian Reed, attrice statunitense (Pittsburgh, n. 1894 - Woodland Hills, † 1989)

## Batteristi(1)
- Brett Reed, batterista statunitense (Oakland, n. 1972)

## Bobbisti(1)
- James Reed, bobbista statunitense (Bloomington, n. 1991)

## Calciatori(2)
- Adam Reed, calciatore filippino (Hartlepool, n. 1991)
- Harrison Reed, calciatore inglese (Worthing, n. 1995)

## Canottieri(1)
- Peter Reed, canottiere britannico (Seattle, n. 1981)

## Cantanti(1)
- Jimmy Reed, cantante statunitense (Dunleith, n. 1925 - Oakland, † 1976)

## Cantautori(1)
- Lou Reed, cantautore, chitarrista e poeta statunitense (New York, n. 1942 - New York, † 2013)

## Cestiste(2)
- Brandy Reed, ex cestista statunitense (San Francisco, n. 1977)
- Chastity Reed, ex cestista e allenatrice di pallacanestro statunitense (New Orleans, n. 1989)

## Cestisti(10)
- Billy Reed, cestista e giocatore di baseball statunitense (Shawano, n. 1922 - Houston, † 2005)
- Anthony Reed, ex cestista statunitense (Monroe, n. 1971)
- Davon Reed, cestista statunitense (Ewing, n. 1995)
- Drake Reed, ex cestista statunitense (Chesterfield, n. 1987)
- Hub Reed, cestista statunitense (Harrah, n. 1934 - Shawnee, † 2024)
- Justin Reed, cestista statunitense (Jackson, n. 1982 - † 2017)
- Marcquise Reed, cestista statunitense (Landover, n. 1995)
- Paul Reed, cestista statunitense (Orlando, n. 1999)
- Travis Reed, ex cestista statunitense (Los Angeles, n. 1979)
- U.S. Reed, ex cestista e allenatore di pallacanestro statunitense (Pine Bluff, n. 1959)

## Chitarristi(1)
- Preston Reed, chitarrista statunitense (Armonk, n. 1955)

## Compositori(1)
- Alfred Reed, compositore statunitense (New York, n. 1921 - † 2005)

## Criminali(1)
- Nathaniel Reed, criminale e pistolero statunitense (St. Paul, n. 1862 - Tulsa, † 1950)

## Danzatori su ghiaccio(1)
- Chris Reed, danzatore su ghiaccio giapponese (Kalamazoo, n. 1989 - Detroit, † 2020)

## Danzatrici(1)
- Alyson Reed, ballerina e attrice statunitense (Anaheim, n. 1958)

## Danzatrici su ghiaccio(2)
- Allison Reed, danzatrice su ghiaccio statunitense (Kalamazoo, n. 1994)
- Cathy Reed, ex danzatrice su ghiaccio giapponese (Kalamazoo, n. 1987)

## Giocatori di baseball(2)
- Ron Reed, ex giocatore di baseball e ex cestista statunitense (La Porte, n. 1942)
- Addison Reed, giocatore di baseball statunitense (Montclair, n. 1988)

## Giocatori di football americano(13)
- Andre Reed, ex giocatore di football americano statunitense (Allentown, n. 1964)
- David Reed, ex giocatore di football americano statunitense (Dubuque, n. 1987)
- Brooks Reed, giocatore di football americano statunitense (Tucson, n. 1987)
- D'Aundre Reed, ex giocatore di football americano statunitense (Sacramento, n. 1988)
- D.J. Reed, giocatore di football americano statunitense (Bakersfield, n. 1996)
- Jayden Reed, giocatore di football americano statunitense (Chicago, n. 2000)
- Joe Reed, ex giocatore di football americano statunitense (Newport, n. 1948)
- Joe Reed, giocatore di football americano statunitense (n. 1998)
- Jordan Reed, ex giocatore di football americano statunitense (New London, n. 1990)
- Kalan Reed, giocatore di football americano statunitense (Dallas, n. 1993)
- Malik Reed, giocatore di football americano statunitense (Dothan, n. 1996)
- Nick Reed, ex giocatore di football americano statunitense (Oakland, n. 1987)
- Jake Reed, ex giocatore di football americano statunitense (Covington, n. 1967)

## Giornalisti(1)
- John Reed, giornalista e attivista statunitense (Portland, n. 1887 - Mosca, † 1920)

## Golfisti(1)
- Patrick Reed, golfista statunitense (San Antonio, n. 1990)

## Imprenditori(1)
- James F. Reed, imprenditore irlandese (Contea di Armagh, n. 1800 - San Jose, † 1874)

## Ingegneri(1)
- Edward James Reed, ingegnere navale, scrittore e politico inglese (Sheerness, n. 1830 - Londra, † 1906)

## Inventrici(1)
- Judy W. Reed, inventrice statunitense (Charlottesville - † 1905)

## Lottatori(1)
- Robin Reed, lottatore statunitense (Pettigrew, n. 1899 - Salem, † 1978)

## Medici(1)
- Walter Reed, medico, ufficiale e batteriologo statunitense (Belroi, n. 1851 - Washington, † 1902)

## Mezzofondisti(1)
- Gary Reed, ex mezzofondista canadese (Corpus Christi, n. 1981)

## Pallavoliste(1)
- Nia Reed, pallavolista statunitense (Cleveland, n. 1996)

## Piloti automobilistici(1)
- Ray Reed, pilota automobilistico rhodesiano (Gwelo, n. 1932 - Nottingham Road, † 1965)

## Piloti motociclistici(1)
- Chad Reed, pilota motociclistico australiano (Kurri-Kurri, n. 1982)

## Pistard(1)
- Jennie Reed, ex pistard statunitense (Kirkland, n. 1978)

## Poeti(1)
- Ishmael Reed, poeta, saggista e scrittore statunitense (Chattanooga, n. 1938)

## Politici(5)
- Harrison Reed, politico statunitense (Littleton, n. 1813 - Jacksonville, † 1899)
- Jack Reed, politico, militare e avvocato statunitense (Cranston, n. 1949)
- Joseph Reed, politico statunitense (Trenton, n. 1741 - Filadelfia, † 1785)
- Kasim Reed, politico e avvocato statunitense (Plainfield, n. 1969)
- Tom Reed, politico statunitense (Joliet, n. 1971)

## Rapper(1)
- Killah Priest, rapper statunitense (n. 1970)

## Registi(3)
- Carol Reed, regista e produttore cinematografico britannico (Londra, n. 1906 - Londra, † 1976)
- Peyton Reed, regista statunitense (Raleigh, n. 1964)
- Theodore Reed, regista, produttore cinematografico e attore statunitense (Cincinnati, n. 1887 - San Diego, † 1957)

## Sceneggiatori(3)
- Adam Reed, sceneggiatore, produttore televisivo e regista statunitense (Asheville, n. 1970)
- Luther Reed, sceneggiatore e regista statunitense (Berlin, n. 1888 - New York, † 1961)
- Tom Reed, sceneggiatore statunitense (Shelton, n. 1901 - Long Beach, † 1961)

## Sciatori alpini(1)
- Sawyer Reed, sciatore alpino statunitense (n. 2005)

## Scrittori(1)
- Alexander Wyclif Reed, scrittore australiano (Auckland, n. 1908 - Wellington, † 1979)

## Tastieristi(1)
- Dizzy Reed, tastierista statunitense (Hinsdale, n. 1963)

## Violinisti(1)
- William Henry Reed, violinista, docente e compositore britannico (Frome, n. 1875 - Dumfries, † 1942)

## Wrestler(2)
- Butch Reed, wrestler e giocatore di football americano statunitense (Warrensburg, n. 1954 - Warrensburg, † 2021)
- Brandi Rhodes, wrestler statunitense (Detroit, n. 1983)

## Senza attività specificata(3)
- Henry Armstrong Reed, statunitense (Monroe, n. 1858 - Little Bighorn, † 1876)
- Ralph Reed, statunitense (Portsmouth, n. 1961)
- Sarah Reed, britannica (Londra, n. 1984 - Londra,, † 2016)